# アイリス・ジョイ・マッカーサー
ジョイ・アイリス・マッカーサー（英: Joy Iris McArthur、1999年7月5日 - ）は、アメリカ合衆国出身の日本の陸上競技選手。専門はハンマー投。

## 経歴・人物
- アメリカ合衆国カリフォルニア州ミッションビエホにて出生[1]。
- 父は元プロバスケットボール選手のエリック・マッカーサー[1]。母は日本人。兄と妹もバスケットボール選手。父が日本のチームに入団してプレーしていたこともあり、生後僅か5ヶ月で来日し、8歳まで愛知県名古屋市で育ったという[1]。
- 父のチーム退団により一家でアメリカ合衆国・カリフォルニア州ディナポイントへ帰国。アイリスは帰国後に陸上競技を始め、円盤投と砲丸投の投擲選手となった[1]。
- カリフォルニア州のダナ・ヒルズ・ハイスクール（英語版）へ入学後に、コーチからの勧めを受けて本格的にハンマー投を開始[1]。
- 2016年の全米ジュニア陸上競技選手権大会（英語版）女子ハンマー投において62.07mを投げて優勝[2]。これにより2016年U20世界陸上競技選手権大会（ポーランド・ブィドゴシュチュ）にアメリカ合衆国代表として出場し、予選A組で9位に終わっている[3]。
- その後は南カリフォルニア大学及び同大学の大学院に在籍しながら競技活動を続ける[1]。
- 2022年2月に日本国籍を選択[注 1]し、日本代表選手として国際大会に出場する道を定めた[1]。これを受けてアイリスはワールドアスレティックス（世界陸上競技連合）に国籍変更を申請し、認可が降りたため正式に日本国の選手となり、日本陸上競技連盟登録選手となった[5]。
- 2023年4月7日、アメリカ合衆国カリフォルニア州の南カリフォルニア大学に存在するフェリックスフィールド&ロカースタジアム（英語版）での陸上競技大会「英: Ron & Sharlene Allice Trojan Invitational」の女子ハンマー投に於いて69m89を投げて優勝すると共に[6]、室伏由佳が2004年に記録していた67m77を19年ぶりに更新する日本新記録を樹立した[7]。
- 2023年6月3日、「第107回日本陸上競技選手権大会」（長居陸上競技場）3日目の女子ハンマー投に出場し、1回目に63m31を投げてそのまま逃げ切り日本選手権初優勝を飾った[1][8]。
- 2024年3月22日、ロサンゼルスで行われた「Ron & Sharlene Allice Trojan Invitational」の女子ハンマー投で70m51を記録し、自身の持つ日本記録を更新[9]。